# マルコム・エビオウェイ
マルコム・ペレワリ・エビオウェイ（Malcolm Perewari Ebiowei, 2003年9月4日 - ）は、イングランド・ランベス区出身のプロサッカー選手。ベルギー・ファースト・ディビジョンA・RWDモレンベーク所属。ポジションはミッドフィールダー。

## 経歴

### ユース
5歳からチェルシーFCのユースチームでプレーし、その後はアーセナルFC、レンジャーズFC、ダービー・カウンティFCのユースチームでプレーした。

### ダービー・カウンティFC
2022年2月8日にダービー・カウンティのトップチームの試合に途中出場してプロデビューした。4月30日のブラックプールFC戦でプロ初得点を記録した。

### クリスタル・パレスFC
2022年6月26日にプレミアリーグのクリスタル・パレスFCと5年契約を結んだ。
2022-23シーズン途中に、同シーズン終了までハル・シティAFCへ期限付き移籍した。

## 代表歴
ユース時代からイングランドとオランダの代表としてプレーしている。
U-15オランダ代表では2試合に出場した。
2022年9月21日にU-20イングランド代表に初選出された。

## 個人成績

### クラブ
| クラブ                 | シーズン | リーグ         | リーグ戦 | リーグ戦 | カップ戦 | カップ戦 | リーグ杯 | リーグ杯 | 国際大会 | 国際大会 | その他 | その他 | 合計 | 合計 |
| クラブ                 | シーズン | リーグ         | 出場     | 得点     | 出場     | 得点     | 出場     | 得点     | 出場     | 得点     | 出場   | 得点   | 出場 | 得点 |
| ---------------------- | -------- | -------------- | -------- | -------- | -------- | -------- | -------- | -------- | -------- | -------- | ------ | ------ | ---- | ---- |
| ダービー・カウンティFC | 2021-22  | EFLC           | 16       | 1        | -        | -        | -        | -        | -        | -        | -      | -      | 16   | 1    |
| クリスタル・パレスFC   | 2022-23  | プレミアリーグ | 3        | 0        | -        | -        | 2        | 0        | -        | -        | -      | -      | 5    | 0    |
| ハル・シティAFC        | 2022-23  | EFLC           | 12       | 0        | -        | -        | -        | -        | -        | -        | -      | -      | 12   | 0    |
| 総通算                 | 総通算   | 総通算         | 31       | 1        | -        | -        | 2        | 0        | -        | -        | -      | -      | 33   | 1    |